# Friesen-Droapen

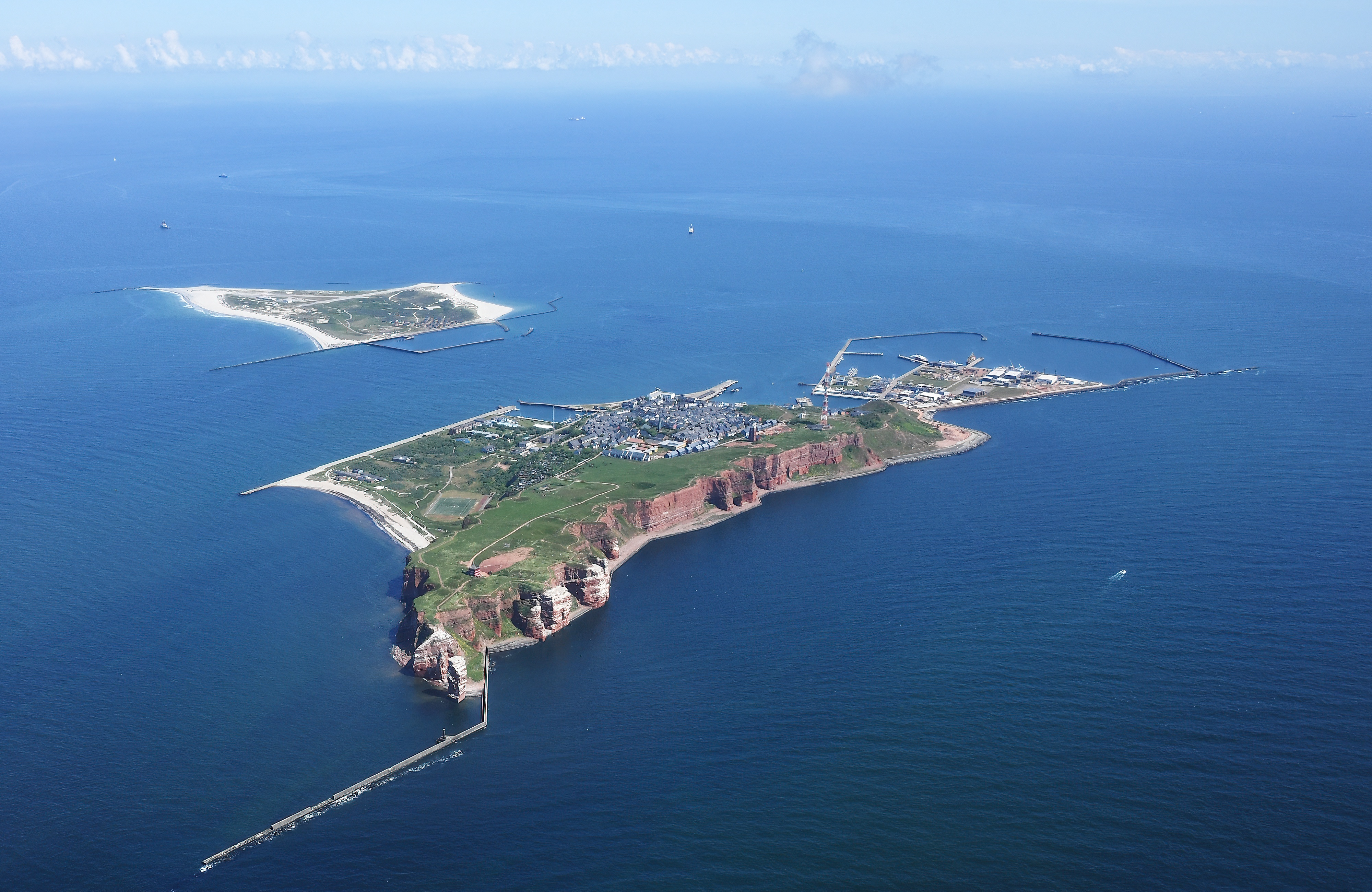
Heligoland, isla anfintriona del festival

Friesen-Droapen (significado en frisón septentrional: Encuentro de Frisia; en alemán: Friesentreffen) es un festival cultural trienal que tiene lugar en la isla frisia de Heligoland, Alemania.

## Descripción
El Friesen-Droapen se celebra cada tres años y tiene por objetivo fomentar la diversidad cultural, de las danzas y de la música frisonas, entre las diferentes regiones del mar de Frisia y alrededores, tanto de poblaciones de Frisia Septentrional como de la Frisia neerlandesa.
El festival dura entre dos y tres días y atrae a miles de visitantes a Heligoland, con cada vez más turistas debido a sus menciones en los medios. Durante su duración, se presenta una variedad de bailes tradicionales con trajes típicos, actuaciones musicales folclóricas y hasta un servicio religioso especial el último día, que suele incluir un bautismo. No faltan el gran desfile por las calles del municipio de Heligoland y la velada, y también los juegos tradicionales frisones, cada vez más destacados en el marco del evento, como el Bosseln (conocido localmente como Klootschießen, o Klootschieten en neerlandés).
Originalmente una iniciativa popular con raíces en el siglo XIX, desde 1962 el Friesen-Droapen se organiza conjuntamente por el municipio de Heligoland, el Consejo Intrerfrisón (Fryske Rie o Fresk Riad) y el estado de Schleswig-Holstein. Aunque tiene lugar en la isla de Heligoland (único municipio frisio de Schleswig-Holstein que no forma parte de Frisia Septentrional), la organización de cada edición se encarga a una de las «tres Frisias»: La occidental (el distrito neerlandés de Frisia), la oriental (parte del estado alemán de Baja Sajonia) y la septentrional. En 2019, el encargado de la organización fue el sector occidental, y en 2022 pasará a manos del sector norte.
Hasta 1998, el festival fue conocido entre los alemanes como Sternfahrt der Friesen (viaje estrella de las Frisias, en alusión a la forma de viajar en estrella, cuyo epicentro es la isla de Heligoland).
El último evento tuvo lugar en mayo de 2019, siendo la vigésima edición del festival en su forma actual. Se destacó por la composición conjunta de un tema interfrisio en varios dialectos de las lenguas frisonas.